# Dorotea Guillermina de Sajonia-Zeitz
Dorotea Guillermina de Sajonia-Zeitz (en alemán, Dorothea Wilhelmine von Sachsen-Zeitz; Zeitz, 20 de marzo de 1691-Kassel, 17 de marzo de 1743) fue duquesa de Sajonia-Zeitz por nacimiento, y después landgravina de Hesse-Kassel por matrimonio.

## Biografía
Dorotea Guillermina fue hija del duque Mauricio Guillermo de Sajonia-Zeitz y de su esposa, María Amalia de Brandeburgo, hija del elector Federico Guillermo I de Brandeburgo. Hacia 1710, todos sus hermanos habían fallecido, y por tanto, tras la muerte de su padre, Dorotea Guillermina se convirtió en el último miembro superviviente de la casa de Sajonia-Zeitz.
El 27 de septiembre de 1717, Dorotea Guillermina se casó en Zeitz con Guillermo VIII, landgrave de Hesse-Kassel. La reina Carolina de Gran Bretaña comentó a la duquesa de Orleans que la landgravina era «fea y tenía una cabeza rara».
Dorotea Guillermina cayó mentalmente enferma y dejó de aparecer en público en 1725. A partir de entonces, la primera dama de la corte fue la favorita del landgrave, Christine von Bernhold, a quien nombró condesa Bernold de Eschau cuando Dorotea Guillermina aún estaba viva.

## Descendencia
De su matrimonio, Dorotea Guillermina tuvo tres hijos:
- Carlos (1718-1719).
- Federico II (1720-1785), landgrave de Hesse-Kassel. Se casó en 1740 con la princesa María de Gran Bretaña (1723-1772).
- María Amalia (1721-1744), que murió mientras estaba prometida con el margrave Carlos Federico Alberto de Brandeburgo-Schwedt.